# Brian E. Dalrymple
 Brian E. Dalrymple   est un chercheur en criminalistique ontarien connu pour avoir, pour la première fois, introduit l’utilisation du laser (avec ses collègues Duff et Menzel) comme lumière d’identité judiciaire pour la détection d’empreintes et de preuves matériels, utilisant le laser à l’Argon pour révéler la fluorescence inhérente des empreintes latentes et trouver des preuves fluorescentes. Il s’agissait d’une grande révolution dans le domaine de l’identification judiciaire.  Brian Dalrymple est également devenu le premier à utiliser cette technique dans un dossier opérationnel de police.

## Biographie
Brian Ellsworth Dalrymple est né à Toronto le 23 septembre 1947.  Il obtint son baccalauréat en 1970 du Ontario College of Art. Il a travaillé pendant 28 ans pour la Police provinciale de l'Ontario avant de prendre sa retraite.  Il commença sa carrière à  la Police provinciale de l'Ontario à titre d'analyste en empreintes digitales en 1972. Au cours de sa carrière, il contribue à de nombreux articles dans des journaux et des revues renommés du domaine, et donne aussi plusieurs formations à travers le monde.  Il est membre de l'International Fingerprint Research Group (IFRG), où ne sont invités que les chercheurs les plus actifs et créatifs du domaine.

## Travail
En 1977, Brian Dalrymple entame sa collaboration avec le Xerox Research Centre pour développer une nouvelle méthode d'utilisation d'un laser à l’argon pour détecter les empreintes digitales par fluorescence inhérente.  La Police provinciale de l'Ontario est devenu le premier service de police au monde à utiliser cette nouvelle technologie sur une base régulière.  La technique du laser est une méthode non destructive qui permet l'utilisation d'autres méthodes de détection des empreintes digitales à la suite de l'observation au laser. Cette utilisation du laser a aussi conduit à l'utilisation de nouveaux produits chimiques (colorant) afin de rendre les empreintes digitales latentes fluorescentes. Cette technique peut également détecter des empreintes digitales qui ne pouvaient être révélées par d'autres méthodes.

## Distinctions
- Cité dans le prestigieux Canadian Who's Who (en), Canada [5]
- 1980 - John A. Dondero Award  (International Association for Identification, États-Unis)
- 1980 - The Award of Merit (American Institute of Applied Science, États-Unis)
- 1982 – Prix Edward Foster (Société Canadienne de l’Identité, Canada)
- 1984 - Lewis Marshall Award (Fingerprint Society, Royaume-Uni)
- 2011 - Distinguished Member (International Association for Identification, États-Unis)

## Livres
- Nafte, M; Dalrymple, B. Crime and Measurement: Methods in Forensic Investigation, Carolina Academic Press, Durham, NC, 2011
- Dalrymple, B. The Skin of Murder Victims: Fingerprints and Other Evidence, Carolina Academic Press, Durham, NC, 2014
- Dalrymple, B. Finding Evidence with Chemistry and Light, 2009
- Dalrymple, B. Finding Evidence with Chemistry and Light, Rev. 2013